# مارك هارمان
مارك هارمان (30 يونيو 1964 في المملكة المتحدة - ) (بالإنجليزية: Mark Harman)‏ هو لاعب كريكت بريطاني. لعب مع Kent County Cricket Club ‏ ونادي مقاطعة سومرست للكريكت ‏.

## وصلات خارجية
- مارك هارمان على موقع إي آس بي آن كريك إنفو (الإنجليزية)